# لودويغ شيك
لودويغ شيك (بالألمانية: Ludwig Schick)‏ (و. 1949  م) هو أستاذ جامعي، وكاهن كاثوليكي ألماني، ولد في ماربورغ.

## مناصب
تولى منصب رئيس الاساقفة
- أسقف
- أسقف كاثوليكي.

## جوائز
حصل على جوائز منها:
- نيشان استحقاق صليب الضباط لجمهورية ألمانيا الاتحادية (2007)
- وسام الاستحقاق البافاري
- الميدالية الدستورية البافارية الذهبية ‏.

## روابط خارجية
- لودويغ شيك على موقع مونزينجر (الألمانية)